# Koralpe
Koralpe (slovenska: Golica) är en bergskedja i Österrike. Den ligger i den östra delen av landet, 180 km sydväst om huvudstaden Wien.
Koralpe sträcker sig 19,0 km i nord-sydlig riktning. Den högsta toppen är Grosser Speikkogel, 2 140 meter över havet.
Topografiskt ingår följande toppar i Koralpe:
- Brandhöhe
- Grosser Speikkogel
- Handalpe
- Kleinalpe
- Moschkogel
- Popler Kogel
- Weberkogel
- Weineben
- Wildbach Alpe
- Wolscheneck

I omgivningarna runt Koralpe växer i huvudsak blandskog. Runt Koralpe är det ganska tätbefolkat, med 70 invånare per kvadratkilometer.